# Lopez Jaena
Lopez Jaena est une localité de la province du Misamis occidental, aux Philippines. En 2015, elle compte 25 055 habitants.